# Swords & Soldiers II
Swords & Soldiers II — двухмерная игра в жанре стратегии в реальном времени, сиквел Swords & Soldiers 2009 года, выпущенная 21 мая 2015 года для игровой системы Wii U. Разработчиком и издателем выступила нидерландская компания Ronimo Games. Позже игра была портирована на Windows, PlayStation 4 и Nintendo Switch.

## Игровой процесс
Игровой процесс схож с первой частью. Игрок выбирает сторону между викингами, демонами и персами. Последние две заменили собой китайцев и ацтеков. На линейной карте по разным концам расположены базы игроков. За виртуальную валюту необходимо исследовать и нанимать новых солдат. Победит та сторона, которая первой уничтожит базу соперника.
Помимо золотых шахт из первой части в игре появилась механика выпадения золота и маны. Ресурсы падают с парашютом на карту. У игрока есть выбор — оставить золотодобытчиков на своей базе или отправить их на середину карты, подвергая риску и временно уменьшая доход.
В игре есть локальная многопользовательская игра.

## Разработка
Изначально Swords & Soldiers II была выпущена 21 мая 2015 года эксклюзивно для Wii U. Издание Destructoid отмечает, что именно в момент выхода игры консоль «переживала трудные времена».
20 июня 2018 года Ronimo Games начала кампанию по сбору средств на краудфандинге Kickstarter с целью выпуска премиальной версии игры с подзаголовком Shawarmageddon. 6 ноября 2018 года Swords & Soldiers II вышла на персональных компьтерах, а версия для PlayStation 4 была выпущена 13 ноября того же года. Игра была портирована на Nintendo Switch 1 марта 2019 года.

## Отзывы
| Сводный рейтинг    | Сводный рейтинг            |
| Агрегатор          | Оценка                     |
| ------------------ | -------------------------- |
| GameRankings       | 75,25 %                    |
| Metacritic         | (Wii U) 75/100 (NS) 82/100 |
| Иноязычные издания |                            |
| Издание            | Оценка                     |
| Destructoid        | 9/10                       |
| Nintendo Life      | [ 1 ]                      |
| IGN (Spain)        | 8/10                       |
| Multiplayer.it     | 8,3/10                     |

Игра получила положительные оценки от критиков. Издание Multiplayer.it написало: «Swords & Soldiers II — превосходный сиквел почти во всех отношениях — демонстрирует, что Ronimo Games — зрелая команда. Стильная и особенная, если вы искали стратегию с индивидуальным стилем, вы только что нашли её». Крис Картер из Destructoid назвал игру «Swords & Soldiers II — прекрасная стратегия, в которой идеально сочетаются краткость и глубина». Ангел Алманса в статье для испаноязычной версии журнала IGN отметил плюсы и минусы игры, к первым он отнёс юмористическая кампанию, графику и интенсивный микроменеджмент, а ко вторым отсутствие баланса, а также короткость. Издание Nintendo Life написало: «Глубокий, но не запутанный игровой процесс, отличный многопользовательский режим и юмор позволяют рекомендовать Swords & Soldiers II тем, кто ищет игры на размышление для Switch».